# Roma-Napoli-Roma 1914
La Roma-Napoli-Roma 1914, tredicesima edizione della corsa, si svolse il 20 settembre 1914 su un percorso di 461 km. La vittoria fu appannaggio dell'italiano Dario Beni, che completò il percorso in 17h38'10", precedendo i connazionali Ugo Agostoni e Giuseppe Pifferi.

## Ordine d'arrivo (Top 7)
| Pos. | Corridore        | Squadra        | Tempo      |
| ---- | ---------------- | -------------- | ---------- |
| 1    | Dario Beni       | Peugeot-Wolber | 17h38'10"  |
| 2    | Ugo Agostoni     | Bianchi        | a 50'17"   |
| 3    | Giuseppe Pifferi | Peugeot-Wolber | s.t.       |
| 4    | Michelangeli     | -              | a 2h29'50" |
| 5    | Gino Brizzi      | Atala-Dunlop   | s.t.       |
| 6    | Nicola Bianchedi | -              | a 2h30'20" |
| 7    | Taroni           | -              | a 2h30'35" |